# Sabine Winter
Sabine Winter (Bad Soden am Taunus, 27 september 1992) is een Duits tafeltennisspeelster. Ze speelt rechtshandig. Winter is Europees kampioene in het dubbelspel (2013 en 2016). Op WK 2010 won ze een bronzen medaille met het team.
2010, 2013, 2014 en 2015 werd ze Duits kampioene in het dubbelspel samen met Petrissa Solja.

## Erelijst
Belangrijkste resultaten:
- Duits kampioene in het dubbelspel 2010, 2013, 2014 en 2015
- Europees kampioene in het dubbelspel 2013 en 2016
- Derde plaats wereldkampioenschap landenteams 2010

Enkelspel:
- Ronde van de laatste 64 Duitsland Open 2011
- Ronde van de laatste 64 China Open 2010
- Ronde van de laatste 16 wereldbeker tafeltennis 2017
- Eerste ronde wereldkampioenschap 2011
- Verliezend finaliste World Junior Circuit 2008 en 2010

Dubbelspel:
- Gouden medaille Jeugd- Europees kampioenschappen 2007 en 2010
- Kwartfinale Jeugd-wereldkampioenschap 2008
- Ronde van de laatste 32 wereldkampioenschap 2011
- Ronde van de laatste 16 China Open 2010